# Davisboro (Géorgie)
Davisboro est une ville américaine située dans le comté de Washington, en Géorgie. Selon le recensement de 2020, sa population est de 1 832 habitants.